# Andró de Teos
Andró de Teos (en grec antic: Ἄνδρων, en llatí: Andron) fou un escriptor grec nascut a Teos autor d'un periple, que probablement és la mateixa persona a qui es refereixen Estrabó i Esteve de Bizanci entre d'altres. Podria ser també l'autor de l'obra Περὶ Συγγενειῶν (sobre els parentius).